# 杨木顶子山城
杨木顶子山城，位于中国吉林省和龙市龙水镇石国村，为一个省级文物保护单位，类型为古遗址，公布时间为1999年2月26日。该文物保护单位由和龙市文物管理所管理。
杨木顶子山城的历史年代为渤海（公元698-926年）。